# Porsuk
Porsuk ist ein Dorf im Landkreis Ulukışla der türkischen Provinz Niğde. Das Dorf liegt heute südlich der Fernstraße D-750 zwischen Ulukışla im Westen und Pozantı im Osten. Die Entfernung nach Ulukışla beträgt etwa 10 Kilometer, die Provinzhauptstadt Niğde liegt etwa 50 Kilometer nördlich. Der Ort liegt in den nördlichen Ausläufern des Gebirges Bolkar Dağları. Das frühere Dorf nördlich der Straße, heute Eski Porsuk (Alt-Porsuk), ist verfallen.
Etwa einen Kilometer nordöstlich des Dorfes liegt der hethitische Siedlungshügel Porsuk Hüyük. Dort wurde 1960 die späthethitische Inschrift von Porsuk gefunden, die heute im Archäologische Museum Niğde ausgestellt ist.

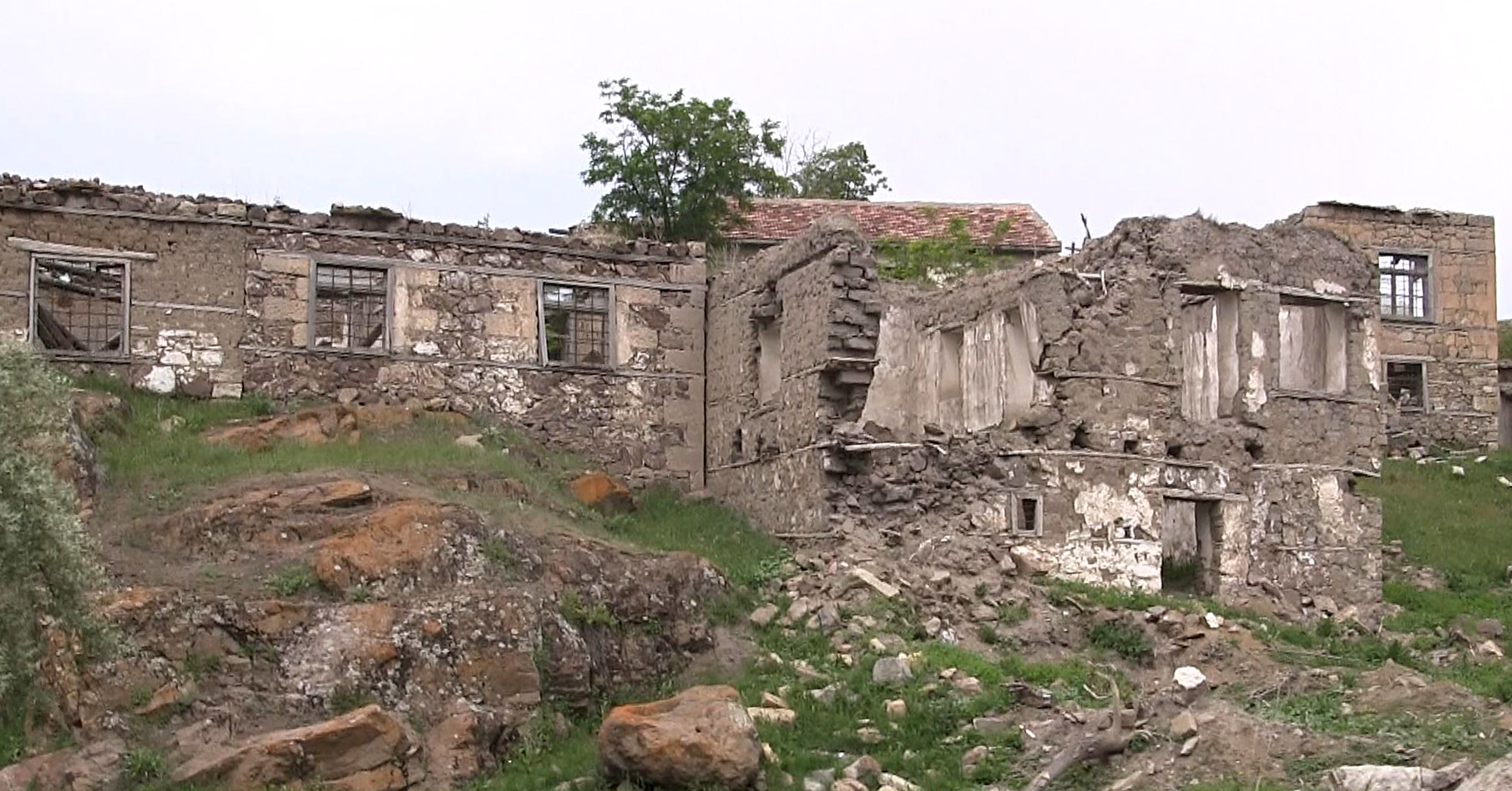
Eski Porsuk
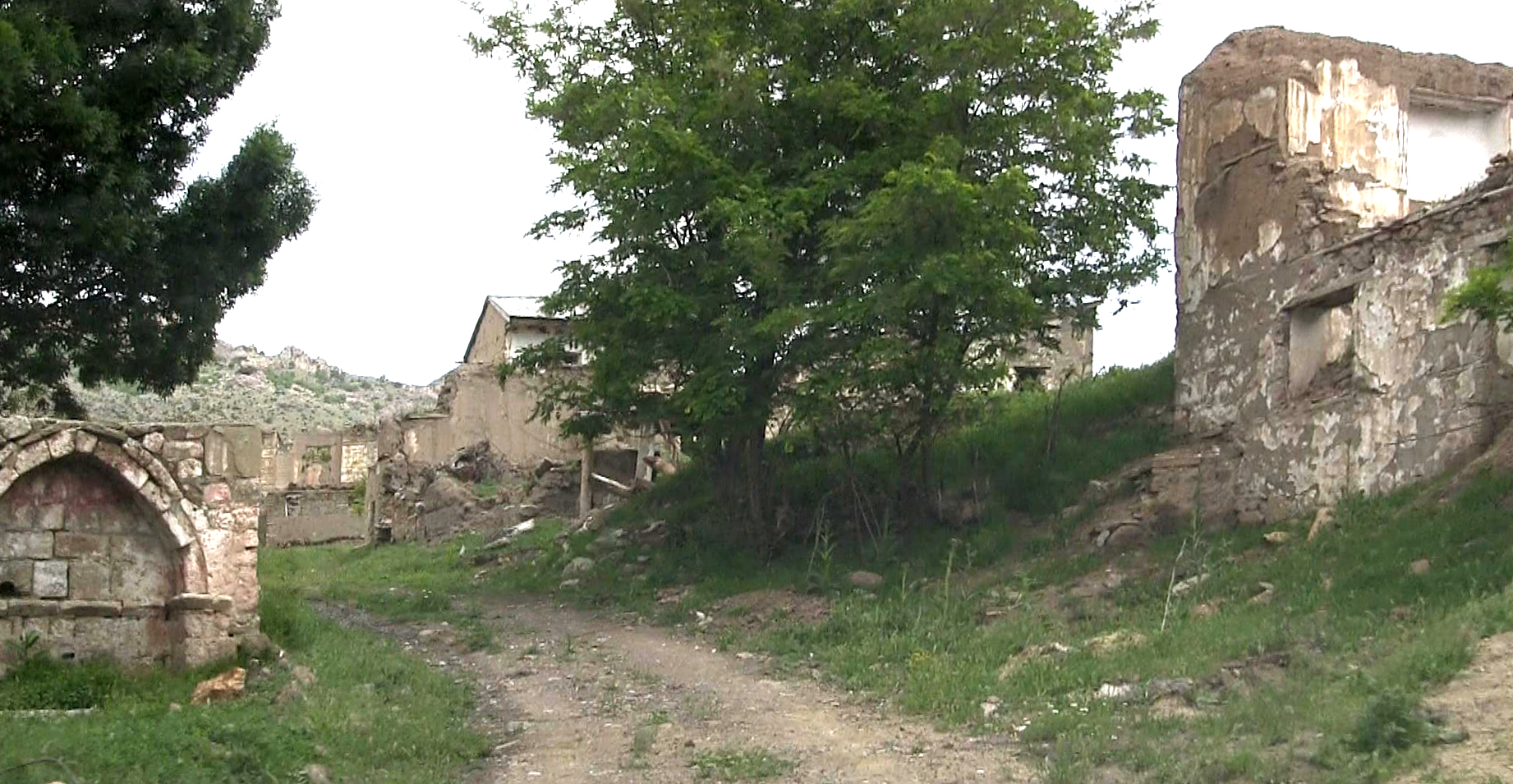
Eski Porsuk